# Rachunkowość dla praktyków
Rachunkowość dla praktyków - specjalistyczny miesięcznik przeznaczony dla pracowników działów księgowości firm prowadzących księgi rachunkowe. Pierwszy numer ukazał się w grudniu 2007 r. Od początku istnienia tytułu redaktorem naczelnym jest Robert Sierant. 
Miesięcznik Rachunkowość dla praktyków wydawany jest w Warszawie przez wydawnictwo "Wiedza i praktyka".
Tytuł ukazuje się co miesiąc, dodatkowo raz na kwartał wydawane są monotematyczne numery specjalne. 
Miesięcznik dostępny jest tylko w prenumeracie (niedostępny w sprzedaży kioskowej).

## Stałe działy
- O tym się mówi (nowości z rachunkowości i podatków)
- Orzecznictwo (omówienie orzeczenia wydanego przez organy skarbowe)
- Dyżur eksperta (relacja z telefonicznego dyżuru redakcyjnego eksperta)
- Redakcja odpowiada (odpowiedzi na nadesłane przez Czytelników do redakcji pytania)
- Rachunkowość (monotematy związane z rachunkowością finansową)
- VAT (monotematy poruszające zagadnienia związane z VAT)
- CIT (monotematy omawiające tematy z zakresu podatku CIT)
- Wynagrodzenia (dłuższe opracowania związane z tematyką kadrowo-płacową)